# Die Internationale (Zeitschrift/Gruppe Internationale)

Zeitungskopf der Zeitung Die Internationale vom 15. April 1915

Die Internationale. Eine Monatsschrift für Praxis und Theorie des Marxismus, herausgegeben von Rosa Luxemburg und Franz Mehring, war eine sozialistische Zeitschrift.
Am 14. April 1915 erschien die erste und vorerst letzte Ausgabe dieses theoretischen Organs, das die Meinung der noch innerparteilichen Opposition der SPD gegen die Politik der Parteiführung widerspiegeln sollte. Die Zeitschrift erhielt ihren Namen in Anlehnung an die Gruppe Internationale, in der sich sofort nach Ausbruch des Ersten Weltkrieges einflussreiche und weithin bekannte Politiker der SPD sammelten.
Die Gruppe Internationale und damit die Zeitschrift vertraten die so genannten Vorkriegsziele der Sozialdemokratie und beschworen vor allem die internationale Solidarität der Arbeiterbewegung. Das Monatsblatt erschien dann ab 1919 als theoretisches Organ der neu gegründeten KPD.